# Luka Dončić
Luka Dončić (født 28. februar 1999) er en slovensk professionel basketballspiller, som spiller for NBA-holdet Los Angeles Lakers. Han anses som en af verdens bedste spillere, og har været på All-Star holdet og All-NBA First Team fem gange i sin karriere.

## Klubkarriere

### Real Madrid
Dončić flyttede i 2012 til Spanien som bare 13 årig, efter at han var blevet rekrutteret af Real Madrid. Efter at have spillet på ungdomsholdene, så fik han sin førsteholdsdebut den 30. april 2015. I en alder af 16 år og 62 dage blev han den tredje yngste spiller i Liga ACB nogensinde. Han blev etableret på holdet i løbet af 2015-16 sæsonen, hvor han imponerede i begrænset spilletid.
I 2016-17 sæsonen fik Dončić en større rolle på holdet, og imponerede her. Han blev i sæsonen kåret til den bedste unge spiller i både Liga ACB og i EuroLeague. Hans helt store gennembrud blev dog 2017-18, hvor at han blev holdets klare stjernespiller, især efter en skade til Sergio Llull. Han ledte Real Madrid til EuroLeague finalen, hvor de slog Fenerbahçe. Dončić blev i sæsonen kåret som EuroLeague MVP som den yngste spiller nogensinde, og han blev også kåret Liga ACB MVP.

### Dallas Mavericks
Dončić blev valgt med det tredje valg i 2018 draften af Atlanta Hawks, men blev samme aften sendt til Dallas Mavericks i bytte for Trae Young. Han etablerede sig med det samme på holdet, og vandt i sin debutsæson overbevisende Rookie of the Year-prisen.
Han fortsatte det gode spil ind i 2019-20 sæsonen, hvor at han for første gang i sin karriere blev valgt til All-Star holdet. Han fik den 4. marts 2020 sin triple-double nummer 24 i karrieren, og satte hermed en ny rekord for Dallas Mavericks, da han slog Jason Kidds rekord. Han kom på fjerdepladsen i Most Valuable Player afstemningen efter sæsonens udgang.
Den 7. maj 2021 scorede han sit point nummer 5.000 i NBA, og blev hermed den fjerde yngste spiller til at opnå dette, kun bag ved LeBron James, Kevin Durant og Carmelo Anthony. Han skrev den 10. august 2021 den største kontrakt i klubbens historie, da han skrev en kontrakt værd 207 millioner dollars over fem år.
Dončić opnåede den 18. november 2022 sin triple-double nummer 50 i sin karriere. Det tog ham 278 NBA kampe at opnå dette antal. Kun Oscar Robertson, som gjorde det på 111 kampe, havde opnået dette antal på mindre kampe før. Han scorede den 27. december 2022 60 point i en kamp samtidig med han greb 21 rebounds og lavede 10 assist. Han blev hermed den første spiller nogensinde i NBA til at opnå en 60+ point, 20+ rebound, 10+ assist kamp.
Dončić scorede den 25. januar 2024 73 point i en kamp mod Atlanta Hawks, hvilke placerer ham på en delt fjerdeplads over flest point nogensinde scoret i en NBA kamp. Han endte sæsonen med at score 33.9 point per kamp, hvilke var mere end nogen anden spiller i ligaen, og han vandt hermed for første gang i hans karriere scoringstitlen. I slutspillet ledte Dončić Mavericks til at nå hele vejen til finalerne, hvor at de mødte Boston Celtics. Mavericks endte med at tabe her, men Dončić imponerede på trods, da han ledte holdet i flest point, rebounds og assist.

### Los Angeles Lakers
Den 2. februar 2025 blev Dončić, sammen med Maxi Kleber og Markieff Morris, handlet fra Dallas Mavericks til Los Angeles Lakers i en opsigtsvækkende byttehandel. Til gengæld modtog Mavericks Anthony Davis, Max Christie og et førsterundevalg i 2029. Denne handel involverede også Utah Jazz, som erhvervede Jalen Hood-Schifino samt to andetrundevalg i 2025.

## Landsholdskarriere
Dončić har repræsenteret Slovenien i flere internationale turneringer, herunder EuroBasket 2017, hvor at Slovenien vandt deres første europæiske mesterskab nogensinde.

## Privat
Luka Dončić' far Saša Dončić er basketballtræner, og spillede også selv professionelt.